# Salt Lake City
Salt Lake City er hovedstaden i Utah, USA. Byen blev grundlagt den 24. juli 1847 af de første mormoner, anført af Brigham Young. Byen er hovedsæde for "Jesu Kristi Kirke af Sidste Dages Hellige". I 2002 var Salt Lake City værtsby for Vinter OL.
Byplanen stammer fra kort efter grundlæggelsen. Byen består af blokke i kvadrater på 10 acres (4 hektar). Blokkene er delt af gader, der er 132 fod (40 meter) brede: bredde nok til at et spand på fire okser og en overdækket vogn kan vende.
Centrum er tempelpladsen (Temple Square), og alle gader nummereres derfra. Fx "100 North" eller "2000 South Temple". Øst og vest regnes fra "State Street"
USA's første stormagasin, ZCMI (Zions Cooperative Mercantile Institution), blev åbnet i byen i 1868.
Byen ligger  i en højde af mellem 1319 og 1584 meter i en dal i Rocky Mountains.
Nordvest for byen ligger Great Salt Lake.

## Statistik
- 199.723(2020)[2] indbyggere i selve Salt Lake City.
- 1.622.073 indbyggere i det sammenhængende byområde (metropolitan area).
- Cirka 51 procent er mormoner.

## Venskabsbyer
- Oruro, Bolivia
- Sarajevo, Bosnien-Hercegovina
- Manaus, Brasilien
- Thurles, Irland
- Izjevsk, Rusland
- Torino, Italien
- Matsumoto, Japan
- Quezon City, Filippinerne
- Keelung, Republikken Kina
- Tjernivtsi, Ukraine